# Београдско пролеће, други део
„Београдско пролеће, други део” је југословенски ТВ филм из 1973. године који је режирао Никола Лоренцин. 

## Улоге
| Глумац           | Улога    |
| ---------------- | -------- |
| Драган Антић     | Певач    |
| Сека Којадиновић | Певачица |
| Зденка Ковачичек | Певачица |
| Лео Мартин       | Певач    |
| Лола Новаковић   | Певачица |
| Ото Пестнер      | Певач    |
| Нина Спирова     | Певачица |
| Боба Стефановић  | Певач    |

## Такмичарско вече
- Бисера Велетанлић - Руку ми дај
- Влада и Бајка - Нови свет
- Група Сан - Папирни бродови
- Даниела Панчетовић - Забраните ми то
- Драган Антић - Ја се враћам
- Драган Мијалковски - Тај живот наш
- Зафир Хаџиманов - Циганске очи
- Зденка Ковачичек - Тајна
- Зорана Лола Новаковић - Дуга топла ноћ, победничка песма
- Зоран Миливојевић - Сутра ћеш бити моја
- Лутајућа срца - Балада о барби
- Љиљана Петровић - Не играј се ветре
- Милош Јовић / Лео Мартин - Ја те волим
- Миодраг Мики Јевремовић - Кад бих знао да је сама
- Мирјана Беширевић - Човек никад није сам
- Мате Мишо Ковач - Вратит ћу се Маријана
- Мирослава Сека Којадиновић - Воли ме
- Мирко Цетински - Обуци најљепшу хаљину
- Нина Спирова - Због свега оног што је било
- Ото Пестнер - Моја прва њежна ноћ
- Слободан Боба Стефановић - Мари, Мари
- Срђан Марјановић - Моја мала
- Тихомир Петровић - Једна прича